# Barbara Moriggl
Barbara Moriggl (Silandro, 30 giugno 1982) è un'ex fondista italiana.

## Biografia
Nata a Silandro, in Alto Adige, nel 1982, è sorella di Thomas Moriggl, anche lui fondista, partecipante alle Olimpiadi di Vancouver 2010.
Nel 2001 e 2002 ha preso parte ai Mondiali juniores, prima a Karpacz/Szklarska Poręba e poi a Schonach im Schwarzwald, concludendo 33ª nella 15 km e 42ª nello sprint 1 km in Polonia, mentre 59ª nella 5 km e 16ª nello sprint 1 km. 
Ha esordito in Coppa del Mondo il 6 dicembre 2003 a Dobbiaco.
A 23 anni ha partecipato ai Giochi olimpici di Torino 2006, nello sprint, arrivando 33ª con il tempo di 2'19"12, non riuscendo a qualificarsi per i quarti di finale.
Ai campionati italiani ha vinto 1 argento e 2 bronzi nello sprint.
Si è ritirata a 25 anni, nel 2008.